# بوی خوش تو هر که ز باد صبا شنید
غزلی با مطلع «بوی خوش تو هر که ز باد صبا شنید»، غزل شمارهٔ ۲۴۳ از دیوانِ حافظ در تصحیحِ محمد قزوینی و قاسم غنی است.

## در اجراها
محمدرضا شجریان در برنامهٔ شمارهٔ ۱۵۳ از مجموعهٔ گل‌های تازه این غزل را در دستگاهِ سه‌گاه اجرا کرده‌اند.